# Rembrandt (cratère)
Pour les articles homonymes, voir Rembrandt (homonymie).
Rembrandt est un important cratère d'impact situé à la surface de Mercure. Avec un diamètre d'environ 715 km, il est le deuxième plus grand bassin d'impact de la planète, après Caloris, et c'est un des plus grands cratères du système solaire. Il a été découvert par la sonde MESSENGER durant son second survol de Mercure, le 6 octobre 2008. Il est âgé de 3.9 milliards d'années et a été créé dans la période du Grand bombardement tardif. La densité et la distribution des tailles des cratères d'impact autour de sa couronne montre qu'il s'agit d'un des plus récents bassins d'impact de Mercure.
Il porte le nom du peintre hollandais Rembrandt.

## Généralités
Rembrandt a été découvert dans les images prises par MESSENGER durant son second survol de Mercure, le 6 octobre 2008. Il est situé dans l'hémisphère sud de la planète, à une latitude d'environ −33°. Il porte le nom du célèbre peintre hollandais Rembrandt Harmenszoon van Rijn (1606–1669). Ce nom a été approuvé par l'Union astronomique internationale le 27 février 2009.

## Géologie

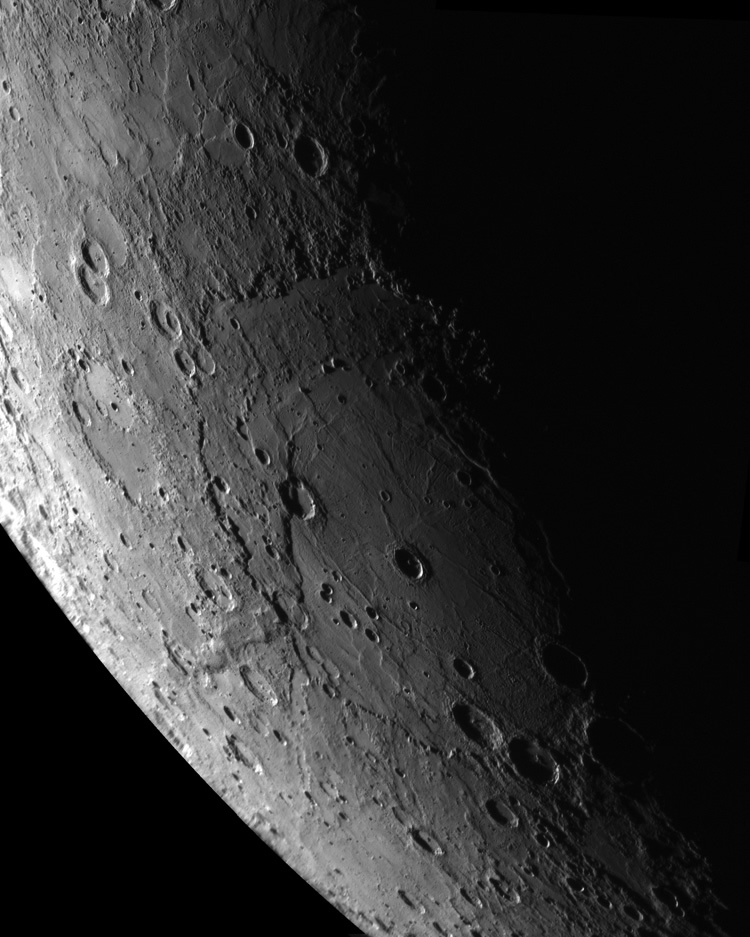
Rembrandt vue de MESSENGER.

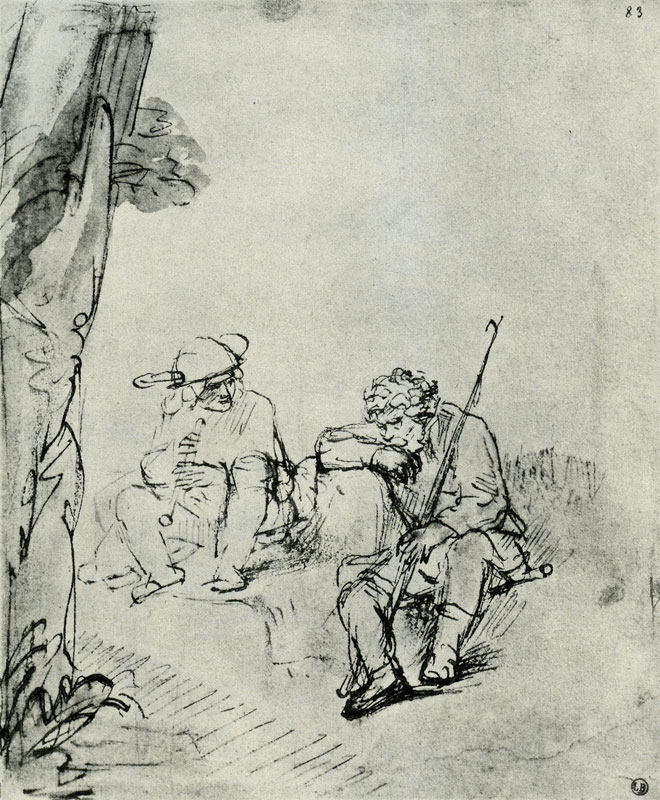
Mercure et Argos, dessin de Rembrandt (1651-1652)

Rembrandt est le deuxième plus grand bassin d'impact de la planète, après Caloris. Sa limite externe, le rebord du cratère, est définie par un anneau d'escarpements et de massifs orientés vers l'intérieur. Le diamètre de cet anneau est de 715 km, la moitié du diamètre de Caloris. Le bassin est entouré de dépôts de blocs d'impact constitués de matériaux excavés du sous-sol. Les principaux éjectas sont observés au nord et au nord-est du bassin. L'intérieur de Rembrandt comprend deux types de terrains, un terrain bosselé, et des plaines lisses. Le premier se situe près de sa bordure nord formant un segment d'anneau d'environ 130 km de large. Les plaines remplissent une grande partie de l'intérieur de Rembrandt. Ces deux zones sont séparées par un anneau de massifs d'environ 450 km de diamètre. Cette limite peut correspondre au bord extérieur d'une cavité transitoire créée par l'impact, qui s'est ensuite effondrée. 
Les plaines douces remplissant la partie intérieure de Rembrandt sont considérées comme étant d'origine volcanique. Elles sont probablement similaires aux mers lunaires, bien que plus lumineuses que les plaines environnantes, au contraire de ce qui est observé sur la Lune. Les plaines lisses sont entrecoupées d'un système de rides et de dépressions, de forme radiale ou concentrique. Les crêtes concentriques forment un anneau presque complet avec un diamètre d'environ 375 km. Les rides radiales et les creux sont pour la plupart à l'intérieur de cet anneau. Les crêtes radiales et concentriques ont une largeur comprise entre 1 et 10 km, et peuvent aller jusqu'à 180 km de longueur. Les dépressions sont généralement plus jeunes que les arêtes, car elles les coupent. La largeur de ces dépressions varie de 1 et 3 km. Certaines dépressions radiales suivent de près les rides qui forment une structure rayonnée particulière. Les dépressions (grabens) sont considérées comme des zones d'extension, les rides de contraction.  
Le bassin de Rembrandt est traversé par un large escarpement en forme de lobe allant du sud-ouest au nord. Il fait environ 600 km de long et appartient au système global d'escarpements couvrant toute la surface de Mercure. On pense qu'il a pour origine la contraction globale de la planète lorsque son intérieur s'est refroidi. L'escarpement est la structure tectonique la plus récente observée dans cette région, car elle coupe toutes les autres unités, y compris les plaines lisses.  
Le bord et l'intérieur de Rembrandt sont couverts de nombreux cratères d'impact. Les plaines centrales lisses recouvrent partiellement plusieurs de ces cratères, ce qui suggère que les plaines résultent d'activité volcanique effusive prolongée. Les cratères d'impact qui se sont formés après la période volcanique montre que l'épaisseur des couches de laves peut atteindre 2 km.

## Âge et formation
Les données disponibles sur le cratère indiquent que Rembrandt est l'une des structures d'impact sur Mercure les plus récentes. Son âge est à peu près le même que celui de Caloris. Le bassin s'est probablement formé vers la fin du Grand bombardement tardif du système solaire intérieur il y a environ 3,9 milliards d'années. L'impact a excavé des matériaux de la partie inférieure de la croûte, devenus l'éjecta sombre et presque bleu qui entoure le cratère. L'amincissement de la croûte résultant de l'impact a stimulé l'activité volcanique effusive. Des laves de couleur claire ont rempli la partie interne de Rembrandt, ce qui a provoqué la contraction du sol et la formation de rides. Les soulèvements ultérieurs, dont les causes ne sont pas connues, ont conduit à l'extension et à la formation de dépressions.
Le dernier épisode de l'activité tectonique a conduit à la formation de l'escarpement lobé, qui s'est déployé tangentiellement à l'anneau des crêtes des rides. Depuis, l'activité interne a probablement pris fin, et la surface n'a été déformée que par des impacts relativement peu fréquents.